# Веткло, Кристиан
Кри́стиан Ве́ткло (нем. Christian Wetklo; род. 11 января 1980, Марль, Северный Рейн-Вестфалия) — немецкий футболист, выступавший на позиции вратаря, тренер.

## Клубная карьера
Кристиан Веткло начал заниматься футболом в клубах «Арминия Хассель» и «Хассель». В 1995 году оказался в системе подготовки «Шальке 04». Четыре гола спустя перешёл в «Рот-Вайсс Эссен», в расположении которого провёл 1 сезон в Региональной лиге, но на поле не выходил.
Летом 2000 года Веткло стал игроком клуба «Майнц 05». Первые 4 сезона игровой практики за основную команду не имел. Дебютировал в «Майнце» 19 февраля 2005 года, заменив Димо Вахе в перерыве матча Бундеслиги с «Арминией».
В дальнейшем голкипер сыграл ещё 6 матчей в концовке чемпионата. На протяжении следующих 4 сезонов Вахе оставался основным вратарём команды, Веткло же появлялся на поле нерегулярно.
После ухода Димо Вахе из клуба летом 2009 года основным вратарём команды стал Хайнц Мюллер, сыгравший 30 матчей в сезоне 2009/10. Но в следующем сезоне Кристиану Веткло удалось вытеснить Мюллера из состава и занять место в воротах на 3 сезона. За это время вратарь сыграл большую часть своих матчей за клуб (77 из 124).
В сезоне 2013/2014 Веткло не выдержал конкуренции за место в основном составе и основным голкипером «Майнца» стал 20-летний Лорис Кариус, сыгравший 23 матча в чемпионате. На долю Кристиана Веткло пришлось лишь 2 игры, в последней из которых (3 ноября против «Аугсбурга») он был удалён с поля.
В июле 2014 года Веткло покинул «Майнц», став игроком клуба Второй Бундеслиги «Дармштадт 98», а через полтора месяца перешёл в «Шальке 04».

## Достижения
- Второе место во Второй Бундеслиге (1): 2008/09